# Pandy (film)
Pandy je studentský krátký animovaný film slovenského režiséra Matúše Vizára z roku 2012. Byl vybrán do sekce Cinéfondation festivalu v Cannes a získal zde třetí nejvyšší ocenění. Byl promítán také na Anifilmu v Třeboni (kde získal zvláštní uznání poroty v česko-slovenské soutěži studentských filmů) a je také na programu festivalu animovaného filmu v Annecy. Film je o pandách, které už by rády vyhynuly, ale lidé se je stále snaží zachraňovat. Jan Gregor o filmu píše jako o existenciální metafoře a černohumorné energické grotesce plné nápadů a vizuálních gagů.